# Gugging (Bockhorn)
Gugging ist ein Ortsteil der Gemeinde Bockhorn im Landkreis Erding in Oberbayern. 

## Geografie
Der Weiler liegt vier Kilometer südlich von Bockhorn entfernt. 

## Verkehr
Die Staatsstraße 2084 verläuft einen Kilometer nördlich.

Ortsansicht Gugging von Südwest
Ortsansicht Gugging von Ostsüdost